# Hiade (mitologie)

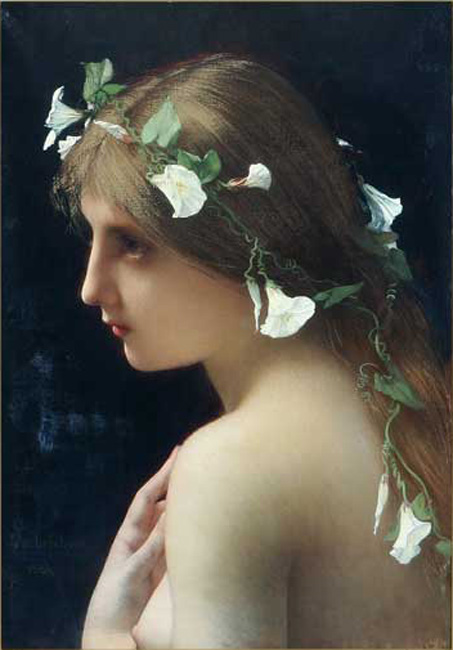
„O nimfă”
(tablou de Jules Joseph)

Pentru grecii antici, nimfele Hiade (Ploioasele) au fost fiicele lui Pleione cu Atlas, un gigant care purta cerul pe umeri. Hyadele au avut mai multe surori, precum Pleiadele și Hesperidele. Ele au fost foarte atașate de fratele lor, Hyas. Într-o zi, în timp ce Hyas era la vânătoare, a fost ucis de un leu. Hyadele au fost atât de copleșite de durere încât s-au sinucis.

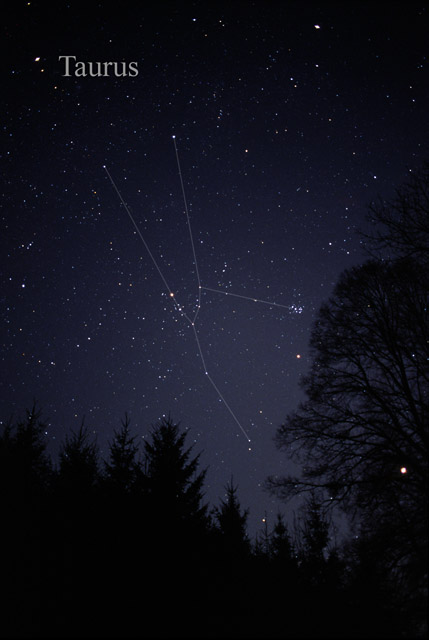
constelaţia Taurus.

Zeus le-a schimbat într-un grup de stele și le-a plasat în constelația Taurus. 
Zeus le-a fost recunoscător, deoarece ele au avut grijă de fiul său, zeul Dionysos. Una dintre Hyade, Aldebaran, este cea mai strălucitoare stea și reprezinta ochiul Taurului. Hyadele celelalte sunt într-o formă de V, formând coarnele și nasu taurului. Deoarece Hyadele apar în timpul sezoanelor ploioase, grecii credeau ca ele sunt fie mesageri ale ploilor de primăvară sau ale furtunilor de toamnă. Numele lor înseamnă în limba greacă a ploua. Ploaia a fost considerată a reprezenta lacrimile de durere pentru Hyas, fratele lor.